# Stazione di Loreto Aprutino
La stazione di Loreto Aprutino è stata una stazione ferroviaria posta lungo la linea ferroviaria a scartamento ridotto Pescara-Penne chiusa il 20 giugno 1963, a servizio del comune di Loreto Aprutino.

## Storia
La stazione venne inaugurata il 22 settembre 1929 insieme all'intera linea, continuò il suo esercizio fino al 20 giugno 1963. Successivamente la stazione venne adibita ad altri usi.

## Strutture e impianti
La stazione era dotata di un fabbricato viaggiatori, un magazzino merci che stava adiacente al fabbricato, due binari per il transito dei treni e un binario tronco per i merci. Al 2019 rimane solo il fabbricato adibito a sede provvisoria del municipio, i binari sono stati smantellati mentre il magazzino merci venne demolito alla fine degli anni settanta.